# Kazimierz Żygulski
Kazimierz Franciszek Żygulski (ur. 8 grudnia 1919 w Wolance-Tustanowicach k. Borysławia, zm. 23 lutego 2012 w Warszawie) – polski socjolog kultury, działacz polityczny, w latach 1982–1986 minister kultury i sztuki w rządzie Wojciecha Jaruzelskiego i Zbigniewa Messnera.

## Życiorys
Naukę rozpoczął w 1925 roku w prywatnej szkole im. Henryka Jordana prowadzonej przez Mieczysława Kistryna, wybitnego lwowskiego pedagoga. Ukończył tam czteroklasową szkołę ludową i pierwsze cztery klasy gimnazjum. Od 1933 roku zmuszony był przenieść się (w gimnazjum Kistryna zabrakło wystarczającej liczby uczniów do piątej klasy) do X gimnazjum państwowego im. Henryka Sienkiewicza we Lwowie, również typu humanistycznego. W 1937 ukończył to gimnazjum we Lwowie, po czym podjął studia na Wydziale Prawa Uniwersytetu Jana Kazimierza we Lwowie, które ukończył za okupacji radzieckiej Lwowa w 1941. Należał do organizacji młodzieżowych, Klubu Demokratycznego i Stronnictwa Demokratycznego.
W czasie okupacji niemieckiej był członkiem lwowskiej Delegatury Rządu na Kraj, a także sędzią Sądu Specjalnego. W 1944 został aresztowany przez Ludowy Komisariat Spraw Wewnętrznych (NKWD) i skazany za udział w pracach Delegatury na 15 lat łagru. W obozach karnych w republice Komi na północy Związku Radzieckiego przebywał przez dziesięć lat do 1955.
W 1956 przyjechał do PRL. Od 1957 pracował w Polskiej Akademii Nauk, w Instytucie Filozofii i Socjologii (1959–1990). W 1973 został profesorem nadzwyczajnym, a w 1983 zwyczajnym.
W latach 1982–1986 był ministrem kultury i sztuki, zaś w okresie 1987–1989 przewodniczącym Polskiego Komitetu ds. UNESCO i członkiem Rady Wykonawczej UNESCO (Organizacja Narodów Zjednoczonych do spraw Oświaty, Nauki i Kultury) w Paryżu. W 1983 wybrany w skład Prezydium Krajowej Rady Towarzystwa Przyjaźni Polsko-Radzieckiej. W sierpniu 1984 wszedł w skład Obywatelskiego Komitetu Obchodów 40. Rocznicy Powstania Warszawskiego. W latach 1986–1989 był członkiem Ogólnopolskiego Komitetu Grunwaldzkiego.
Był prezydentem i wykładowcą Wyższej Szkoły Społeczno-Ekonomicznej w Warszawie.
Syn Zdzisława i Marii, starszy brat Zdzisława.

## Publikacje
Napisał szereg prac naukowych z teorii i socjologii kultury:
- Wstęp do zagadnień kultury
- Wartości i wzory kultury
- Wspólnota śmiechu
- Święto i kultura.

## Członkostwo w stowarzyszeniach naukowych
Był członkiem:
- Polskiego Towarzystwa Socjologicznego
- Polskiego Towarzystwa Semiotycznego
- European Academy of Arts, Sciences and Humanities
- Międzynarodowej Rady Muzeów.

## Dokumentalny serial TV
We wrześniu 2009, telewizja EDUSAT rozpoczęła emisję 10-odcinkowego serialu dokumentalnego pt.”Bilans Pokolenia”, .o życiu Kazimierza Żygulskiego, z okazji ukończenia przez niego 90 lat życia. Serial ten opiera się na wywiadzie z Kazimierzem Żygulskim, nawiązując do dramatycznych momentów jego życia i do ważnych momentów jego kariery naukowej.

## Odznaczenia
- Srebrny Order „Gwiazda Przyjaźni między Narodami” (NRD, 1986)[3]